# L'Assaut (film, 1986)
Pour les articles homonymes, voir L'Assaut.
Pour plus de détails, voir Fiche technique et Distribution.
L'Assaut (titre original : De aanslag) est un film néerlandais réalisé par Fons Rademakers en 1986.

## Synopsis
En janvier 1945 à Haarlem (Pays-Bas), alors que la Seconde Guerre mondiale se termine mais que l'armée allemande tient encore le secteur, le collaborateur Fake Ploeg est abattu dans la rue par des résistants hollandais. Le corps étant retrouvé devant la maison de la famille Steenwijk, la Gestapo les exécute sommairement, à l'exception du jeune fils Anton qui en réchappe, et brûle leur demeure. Plusieurs années après, Anton désormais adulte revient sur les lieux de son enfance. Il cherche à rencontrer des témoins survivants du drame et à comprendre les raisons ayant entraîné l'exécution de ses proches.

## Fiche technique
- Titre français : L'Assaut
- Titre original : De aanslag
- Réalisation : Fons Rademakers
- Scénario : Gerard Soeteman, d'après le roman L'Attentat (De aanslag) de Harry Mulisch
- Photographie : Theo van de Sande
- Montage : Kees Linthorst
- Musique : Jurriaan Andriessen
- Directeur artistique : Dorus van der Linden
- Costumes : Annemarie van Beverwijk
- Producteur : Fons Rademakers
- Société de distribution : Cannon Films
- Genre : Film dramatique, Film historique, Film d'amour, Film de guerre
- Format : Couleurs
- Durée : 144 minutes
- Dates de sorties : 
  -  Pays-Bas : 6 février 1986
  -  France : 16 septembre 1987

## Distribution
- Derek de Lint : Anton Steenwijk
- Marc van Uchelen : Anton enfant
- Monique van de Ven : Truus Coster / Saskia de Graaff
- John Kraaijkamp : Cor Takes
- Huub van der Lubbe : Fake Ploeg
- Elly Weller : Mevrouw Beumer
- Ina van der Molen : Karin Korteweg
- Frans Vorstman : M. Steenwijk (père d'Anton)
- Edda Barends : Mme Steenwijk (mère d'Anton)
- Casper de Boer : Peter Steenwijk (frère d'Anton)
- Wim de Haas : M. Korteweg
- Hiske van der Linden : Karin enfant
- Piet de Winj : M. Beumer
- Akkemay Marijnissen : Sandra
- Kees Coolen : Gerrit-Jan
- Eric van Heijst : M. de Graaff
- Mies de Heer : Elisabeth
- Ludwig Haas : General von Braunstein

## À boter
- 20 ans avant Black Book (2006) de Paul Verhoeven, dans lequel Derek de Lint interprète un chef de résistance hollandais, l'acteur joue là un homme confronté à un drame de son enfance, mêlant l'armée d'occupation à la résistance locale. La réalisation engagée de Fons Rademakers a valu les deux récompenses ci-après à L'Assaut.

## Récompenses et distinctions
- 44e Cérémonie des Golden Globe Awards 1986 : Golden Globe Award du meilleur film étranger ;
- 59e Cérémonie des Oscars 1986 : Oscar du meilleur film étranger.